# Le Mêle-sur-Sarthe
Le Mêle-sur-Sarthe ist eine französische Gemeinde mit 659 Einwohnern (Stand 1. Januar 2022) im Département Orne in der Region Normandie. Sie gehört zum Arrondissement Alençon und zum Gemeindeverband Vallée de la Haute Sarthe.
Der Film "Ein Dorf zieht blank" setzt Le Mêle-sur-Sarthe quasi ein filmographisches Denkmal. 

## Lage
Die Gemeinde Le Mêle-sur-Sarthe liegt an der oberen Sarthe, etwa 20 Kilometer nordöstlich von Alençon. Sie ist eine mit dem Regionalen Naturpark Normandie-Maine assoziierte Zugangsgemeinde.

## Bevölkerungsentwicklung
| Jahr                       | 1962 | 1968 | 1975 | 1982 | 1990 | 1999 | 2006 | 2012 | 2021 |
| -------------------------- | ---- | ---- | ---- | ---- | ---- | ---- | ---- | ---- | ---- |
| Einwohner                  | 722  | 776  | 769  | 791  | 710  | 778  | 777  | 762  | 659  |
| Quellen: Cassini und INSEE |      |      |      |      |      |      |      |      |      |

## Sehenswürdigkeiten
Zu den Sehenswürdigkeiten zählen ein künstlich angelegter See für Freizeitaktivitäten und die denkmalgeschützte Kirche Mariä Himmelfahrt mit Glasfenstern nach Marc Chagall.

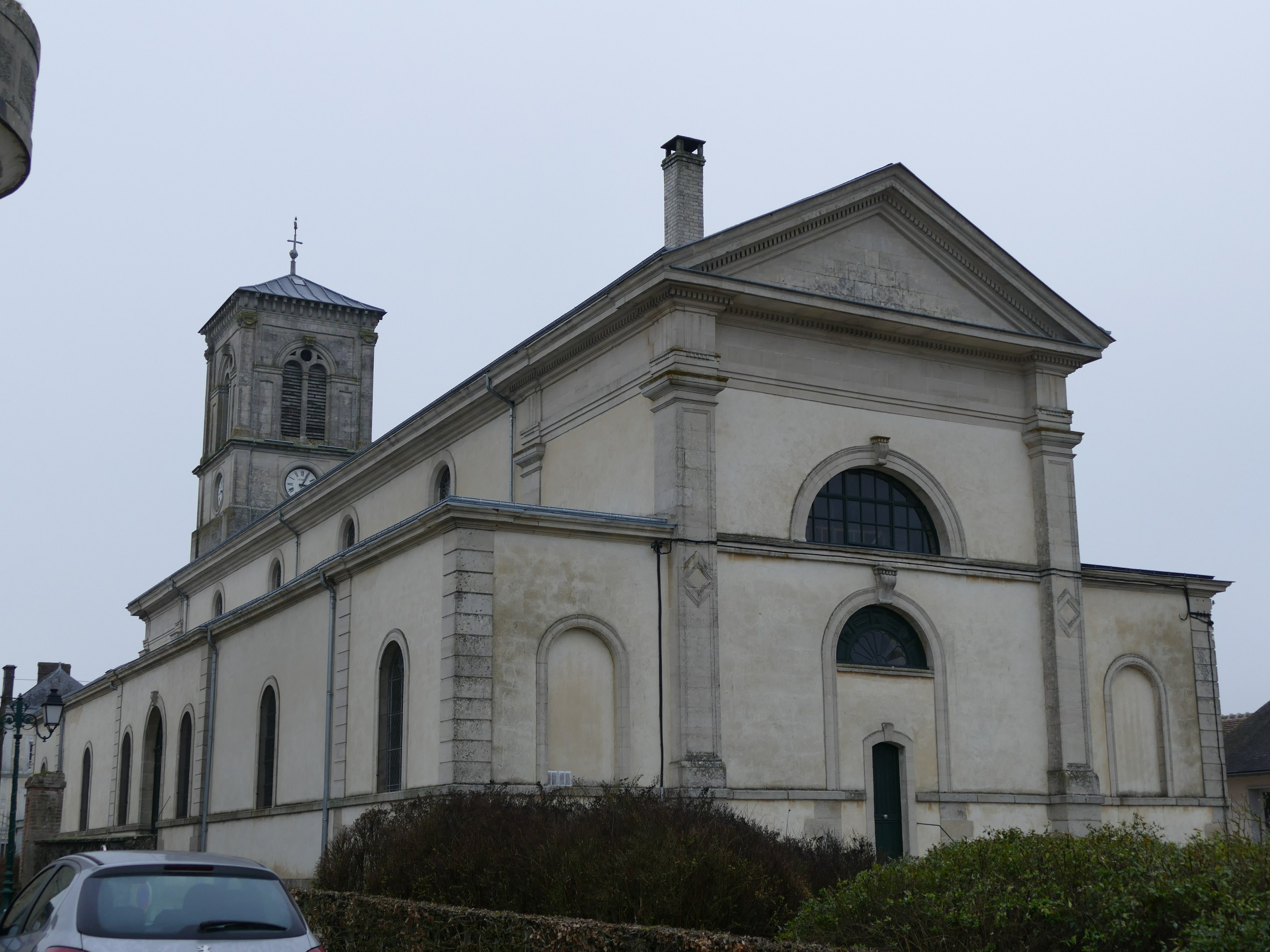
Kirche Mariä Himmelfahrt
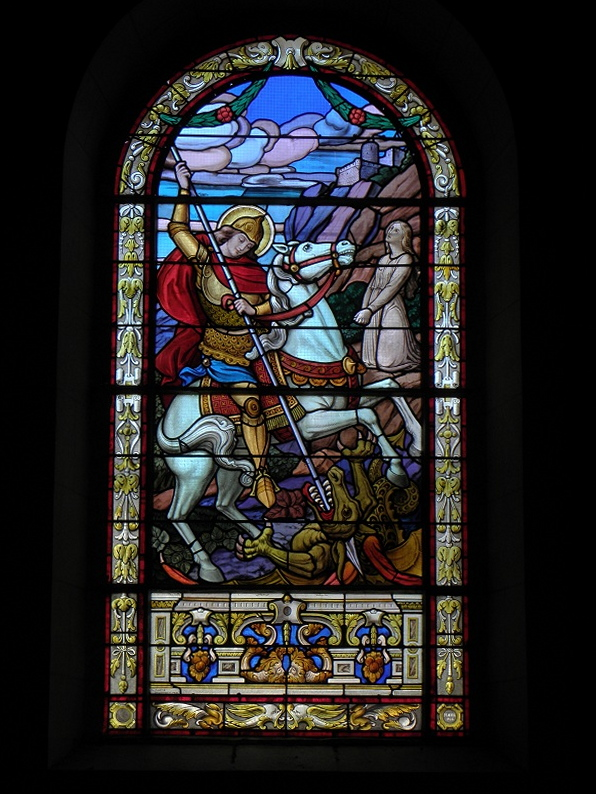
Eines der zahlreichen Glasfenster

## Gemeindepartnerschaften
Die Gemeinde pflegt seit 1967 eine von den örtlichen Vereinen und Schulen auf beiden Seiten intensiv getragene Gemeindepartnerschaft mit dem heilklimatischen Kurort Falkenstein (seit 1972 ein Stadtteil von Königstein im Taunus). Seit 1995 besteht eine Gemeindepartnerschaft mit Libčany in Tschechien.